# Білогір'я (село)
Білогі́р'я — село в Україні, у Пологівському районі Запорізької області. Входить до складу Малотокмачанської сільської громади.
Село Білогір'я розташоване на правому березі річки Кінська, вище за течією на відстані 1 км розташоване село Лугівське, нижче за течією на відстані 3 км розташоване село Мала Токмачка, на протилежному березі — село Новопокровка. Річка в цьому місці звивиста, утворює лимани, стариці і заболочені озера.

## Населення

### Мова
Розподіл населення за рідною мовою за даними перепису 2001 року:
| Мова       | Кількість | Відсоток |
| ---------- | --------- | -------- |
| українська | 296       | 93.97%   |
| російська  | 16        | 5.08%    |
| білоруська | 3         | 0.95%    |
| Усього     | 315       | 100%     |

## Історія
1770 — рік заснування як села Резидентове, яке потім перейменували в село Маркусеве, а потім у село Білогір'я.
17 липня 2020 року, в результаті адміністративно-територіальної реформи та ліквідації Оріхівського району, село увійшло до складу Пологівського району.

## Археологічні знахідки
Біля села Новопокровки виявлено поховання III—IV століття н. е., у якому знайдено 5 черепів зі слідами обпалення і жорна.
В одному з курганів, що розташовані навколо Білогір'я, виявлено поховання кочівника з конем (X—XIII століття н. е.)

## Економіка
- «Пологівська МТС», ТОВ.
- «Схід», КСП.

## Об'єкти соціальної сфери
- Школа I—II ст.
- Дитячий садочок.
- Будинок культури.
- Фельдшерсько-акушерський пункт.
- Краєзнавчий музей на громадських засадах.

## Відома особа
В поселенні народився:
- Іщенко Андрій Володимирович (нар. 1951) — український правник.